# Funeral Winds
Funeral Winds – holenderska grupa muzyczna z Rotterdamu wykonująca black metal, założona w 1991 roku. Zespół wypromowała polska wytwórnia Pagan Records.

## Muzycy

### Obecny skład zespołu
- RSD Xul – gitara basowa (Weltbrand, Dark Remains, Ordo Draconis)
- Hellchrist Xul – śpiew, gitara elektryczna (Haatstrijd, Domini Inferi)
- Balgradon Xul – instrumenty perkusyjne (Haatstrijd, Corpsecandle, Infinity, Ornaments of Sin)

### Byli członkowie zespołu
- Esteban – instrumenty perkusyjne (Liar of Golgotha)
- Gorgoroth – śpiew (Liar of Golgotha)
- Y.Xul – instrumenty perkusyjne (Liar of Golgotha)
- Insinah Xul – gitara basowa

## Dyskografia
- 1992 Demo (demo)
- 1993 La Majeste Infernale (demo)
- 1994 The Eternal Flame {singel)
- 1994 Ressurection (demo)
- 1998 Godslayer Xul (LP)
- 2004 Koude Haat (LP)
- 2007 Nexion Xul – The Cursed Bloodline (LP)